# Sheena Kamal
Pour les articles homonymes, voir Kamal.
Sheena Kamal, née dans les Caraïbes, est une femme de lettres canadienne, auteure de roman policier.

## Biographie
Sheena Kamal est née dans les Caraïbes et a immigré au Canada alors qu'elle est encore enfant. Elle est titulaire d'un diplôme en sciences politiques de l'Université de Toronto.
En 2017, elle publie son premier roman, Des yeux comme les miens (The Lost Ones), premier volume d'une série mettant en scène Nora Watts, assistante de recherche sur les sans-abri pour un détective privé à Vancouver. Avec ce roman, elle est lauréate du prix Macavity 2018 du meilleur premier roman.

## Œuvre

### Romans

#### SérieNora Watts
- The Lost Ones (2017) (autre titre Eyes Like Mine)
  - Des yeux comme les miens, Éditions Jean-Claude Lattès (2018)  (ISBN 978-2-70965-688-7)
- It All Falls Down (2018)
  - Quand tout s'écroule, Éditions Jean-Claude Lattès (2022)  (ISBN 978-2-70965-687-0)
- No Going Back (2020)

#### Autre roman
- Fight Like a Girl (2020)

## Prix et distinctions

### Prix
- Prix Macavity 2018 du meilleur premier roman pour The Lost Ones[1]

### Nominations
- Prix Barry 2018 du meilleur premier roman pour The Lost Ones[2]
- Prix Thriller 2018 du meilleur premier roman pour The Lost Ones[3]